# Стационе ди Павона-Палацо Маргана (Рим)
Стационе ди Павона-Палацо Маргана је насеље у Италији у округу Рим, региону Лацио.
Према процени из 2011. у насељу је живело 984 становника. Насеље се налази на надморској висини од 145 м.